# Diocese de Roseau
A Diocese de Roseau (em latim: Dioeœsis Rosensis) é uma diocese de rito latino da Igreja Católica em Dominica, no Caribe. Abrange a totalidade do país e é uma diocese sufragânea da Arquidiocese de Castries, e um membro da Conferência Episcopal das Antilhas.
A Diocese foi edificada em 1850. O território foi anteriormente parte do antigo Vicariato Apostólico de Trinidad.

## Ordinatários
|                           | Nome                               | Período                   | Notas                              |
| Bispos de Saint-Hyacinthe | Bispos de Saint-Hyacinthe          | Bispos de Saint-Hyacinthe | Bispos de Saint-Hyacinthe          |
| ------------------------- | ---------------------------------- | ------------------------- | ---------------------------------- |
| 10º                       | Kendrick John Forbes               | 2024-                     | Atual                              |
| 9º                        | Gabriel Malzaire                   | 2002–2022                 | Nomeado Arcebispo de Castries      |
| 8º                        | Edward Joseph Gilbert, C.Ss.R.     | 1994–2001                 | Nomeado Arcebispo de Port of Spain |
| 7º                        | Arnold Boghaert, C.Ss.R.           | 1957–1993                 |                                    |
| 6º                        | Giacomo Moris, C.Ss.R.             | 1922–1957                 |                                    |
| 5º                        | Philip Schelfhaut, C.Ss.R.         | 1902–1921                 |                                    |
| 4º                        | Michael Naughten                   | 1879–1900                 |                                    |
| 3º                        | René-Marie-Charles Poirier, C.I.M. | 1858–1878                 |                                    |
| 2º                        | Michel-Désiré Vesque               | 1856–1858                 |                                    |
| 1º                        | Michael Monaghan                   | 1851–1855                 |                                    |
| Bispos coadjutores        |                                    |                           |                                    |
|                           | Arnold Boghaert, C.Ss.R.           | 1954–1957                 |                                    |
|                           | Antoon Demets, C.Ss.R.             | 1946-1954                 |                                    |

## Fonte
- Catholic Hierarchy